# Somebody to Love
„Somebody to Love“ е песен на британската рок група Куийн. Написана от Фреди Меркюри тя е включена в албума A Day at the Races от 1976 година, а също така се появява и в компилацията Greatest Hits. Когато е издадена като сингъл, песента достига номер две във Великобритания и номер тринадесет в Съединените щати.
Куийн изпълняват на живо „Somebody to Love“ от 1977 до 1985 г., и едно от тези изпълнения е включено в албума Queen Rock Montreal. Песента се изпълнява отново на живо на 20 април 1992 година, по време на Freddie Mercury Tribute Concert тогава тя е изпълнена от Джордж Майкъл и Куийн. От издаването си „Somebody to Love“ се появява по телевизията, във филми, и е била копирана от други хора на изкуството.

## Музиканти
- Фреди Меркюри: вокали, задни вокали
- Брайън Мей: китари, задни вокали
- Джон Дийкън: бас китара, електрическо пиано
- Роджър Тейлър: барабани, задни вокали